# Alojz Lorenc
Alojz Lorenc (* 21. červen 1939 Trenčín) je bývalý československý policista slovenské národnosti. V období 1985–1989 působil jako první náměstek federálního ministra vnitra Československé socialistické republiky, pověřený řízením centrálních kontrarozvědných správ Státní bezpečnosti. Prakticky celou svoji kariéru působil v bezpečnostních složkách.

## Kariéra v bezpečnostních složkách
Po absolutoriu Vojenské akademie Antonína Zápotockého v Brně nastoupil v roce 1970 na ministerstvo vnitra ČSSR v Praze, kde pracoval ve zvláštním odboru federálního ministerstva vnitra . Alojz Lorenc se věnoval kryptografii. Řídil vývoj šifrovacího automatu, jehož byl autorem. Svými nadřízenými byl opakovaně výborně hodnocen a rychle postupoval vzhůru po kariérním žebříčku. V roce 1977 se stal náčelníkem zvláštní správy SNB, což byl ústřední orgán šifrové služby ČSSR.[zdroj?] Od 1. května 1980 velel správě SNB hl. města Bratislavy a Západoslovenského kraje.
Nejvyššího postu dosáhl generál Lorenc v roce 1985, kdy se stal prvním náměstkem ministra vnitra Vajnara. Zpočátku (do roku 1988) generál Lorenc řídil Správu ekonomické kontrarozvědky a Správu vnitřní kontrarozvědky, též ale Vysokou školu SNB a Technickou správu FMV, Správu vývoje automatizace, Zvláštní správu (Ústřední orgán šifrové služby státu) a Technickou správu (vývoj zpravodajské techniky). Řídil Státní komisi pro ochranu státního tajemství, byl členem Vládního výboru pro obranný průmysl a členem Vládní havarijní komise. V čase mimořádných bezpečnostních opatření byl pověřován řízením celostátního operačního štábu na FMV. Od reorganizace FMV v roce 1988 mu byly podřízeny Hlavní správa kontrarozvědky, Hlavní správa vojenské kontrarozvědky a Správa kontrarozvědky v Bratislavě. Řídil a komplexně kontroloval protišpionážní, ekonomickou, vojenskou i politickou kontrarozvědnou práci v celém Československu.
V průběhu sametové revoluce vydal generál Lorenc rozkaz, podle kterého nemají složky StB nijak zasahovat do situace. Tento rozkaz později odůvodnil tím, že nechtěl více pobouřit občany. Později nařídil skartaci mnoha dokumentů z archivu StB.

## Po roce 1989
Po revoluci byla StB zrušena a generál Lorenc z řad bezpečnostních složek propuštěn. Za své činy z doby socialismu byl v říjnu 1993 Vyšším vojenským soudem v Táboře (předseda senátu Jiří Bernát) odsouzen ke čtyřletému nepodmíněnému trestu. Trest si však nikdy neodpykal a odjel na Slovensko, jehož orgány v roce 2000 trestní stíhání zastavily. Teprve v roce 2002 byl Lorenc odsouzen k patnácti měsícům odnětí svobody podmíněně. Lorenc odmítl, že by překročil své pravomoci.
Po roce 1990 se Alojz Lorenc zabýval komerční poradenskou činností v oboru IT bezpečnosti. Později několik let pracoval jako ředitel firemních rizik pro investiční skupinu Penta. Alojz Lorenc o úloze a akcích MV a StB vydal knihu Ministerstvo strachu? Neskartované vzpomínky generála Lorence (Bratislava, 1992). V roce 2000 vydal společně se spisovatelem Pavolem Janíkem další knihu „Dešifrovaný svět“.
Václav Bartuška, bývalý člen parlamentní komise pro dohled na vyšetřování událostí 17. listopadu, charakterizoval Lorence takto: „Za největšího protivníka – který byl často nad moje síly – jsem považoval generála Lorence. [..] Mluvil jsem s ním na jaře 1990 desítky hodin. Inteligentní, velmi dobře informovaný, nebezpečný.“
Kontroverze vzbudilo Lorencovo vystoupení v rámci debaty pořádané FSV UK v listopadu 2018.

## Dílo
- 1992 – Ministerstvo strachu?: neskartované spomienky generála Lorenca – Tatrapress, Bratislava, ISBN 80-85260-20-4
- 1992 – Ministerstvo strachu?: neskartované vzpomínky generála Lorence – Tatrapress, Bratislava, ISBN 80-85260-19-0
- 2000 – Dešifrovaný svet (rozhovory s Alojzem Lorencem vedl Pavol Janík) – Forza, Banská Bystrica, ISBN 80-968475-1-1
- 2018 – Je štátny prevrat, na víkend domov neprídem (rozhovor s Alojzem Lorencem vedl Karol Lovaš) – VSSS, Bratislava, ISBN 978-80-8202-054-3